# Al Rifaï
Al Rifaï is een Libanees voedingsbedrijf met de hoofdzetel in Beiroet. Naast het hoofdkantoor in Libanon zijn er vestigingen in onder andere Jordanië, Koeweit, Oman en in het Verenigd Koninkrijk.

## Geschiedenis
Het bedrijf werd in 1948 opgericht door de Libanees Hajj Moussa Al Rifaï in Beiroet en opende aldaar de eerste notenwinkel. In 2007 bouwde Al Rifaï in het Zweedse Helsingborg de Alrifaï Nutisal fabriek waar noten worden verwerkt voor de Europese markt. Al Rifaï verkocht dit bedrijf eind 2013 aan de Zweedse snoepfabriek Cloetta.

## Activiteiten
Al Rifaï verwerkt voornamelijk zuidvruchten voor de detailhandel. Daarnaast ook genotmiddelen als chocolade en zoetwaren als marsepein en nougat.